# Alpenländische Dachsbracke
Die Alpenländische Dachsbracke ist eine von der FCI anerkannte Hunderasse aus Österreich (FCI-Gruppe 6, Sektion 2, Standard Nr. 254).

## Herkunft und Geschichtliches
Im 19. Jahrhundert gab es im Gebiet der bayrischen und österreichischen Alpen, teilweise auch im schweizerischen Graubünden, zahlreiche Hunde vom Typ der Alpenländischen Dachsbracken. Die Hunde variierten jedoch im Aussehen sehr stark. Da sich die Zucht Ende des 19. Jahrhunderts auf das Erzgebirge konzentrierte, nannte man die Hunde bis 1975 Alpenländische-Erzgebirgler Dachsbracke.
Um 1895 gab es mehrere Aufrufe zur Reinzüchtung dieser Rasse, sodass am 15. März 1896 in München der erste Internationale Dachsbracken-Club gegründet wurde. Aufgabe dieses Clubs war es, eine konstante Form und geeignete Rassekennzeichen festzulegen. Im Jahre 1908 wurde der Club aufgelöst. Nach zwei Jahren Stillstand wurde anlässlich der Wiener Jagdausstellung am 11. Juni 1910 der österreichische Klub Dachsbracke gegründet, der sich bis zum heutigen Tag der Zucht der Alpenländischen Dachsbracke annimmt. Der Erste Weltkrieg führte zu einem starken Rückgang der Mitgliederzahl des Klubs, nach einer Neuorganisierung unter der Führung von August Baumann im Jahre 1923 gab es aber bald wieder mehr als 700 Mitglieder.
Der Österreichische Kynologenverband erkannte die Rasse 1932 offiziell an. Im Zweiten Weltkrieg kam es zum erneuten Rückgang der Zucht; erst ab 1945 wurden Zuchtlinien wieder aufgebaut. 1975 wurde die Alpenländische Dachsbracke von der FCI anerkannt und 1991 bei den Schweißhunden eingereiht. Bis 1978 wurden etwa 6500 Dachsbracken ins Zuchtbuch eingetragen.

## Beschreibung
Niederläufiger Hund (bis 42 cm) mit robustem, starkknochigem Körperbau, dichtem Haarkleid aus sehr dichtem Stockhaar mit dichter Unterwolle, das den ganzen Körper bedeckt und gut anliegt. Die Idealfarbe ist dunkles Hirschrot mit oder ohne leichte schwarze Stichelung, sowie schwarz mit klar abgegrenztem rot-braunen Brand an Kopf (Vieräugl), Brust, Läufen, Pfoten und an der Rutenunterseite; weißer Bruststern ist erlaubt. Der Rumpf ist kräftig und gut bemuskelt, langgestreckt, mit robustem, starkknochigem Körperbau, das Verhältnis der Widerristhöhe zur Rumpflänge beträgt 2 : 3.
Die Ohren sind hoch angesetzt, ohne Falten breit und glatt herabfallend, mittellang (soll bis zum Fangzahn reichen), unten gut abgerundet.

## Verwendung
Die Alpenländische Dachsbracke ist ein robuster, wetterharter Gebrauchshund, der als anerkannte Schweißhunderasse auch für die Nachsuche eingesetzt wird (Aufspüren verletzten Wilds). Sie kommt aber auch in der Brackierjagd und bei der Stöberjagd zum Einsatz. Die Dachsbracke ist die einzige fährtenlaut jagende Schweißhunderasse. Die Hunde werden von Zuchtverbänden ausschließlich an Jäger abgegeben, um ihnen über die Arbeit im Revier eine ihren Anlagen entsprechende Haltung zu gewährleisten.